# Diana Sorbello
Diana Sorbello (* 27. Juni 1979 in Bocholt) ist eine deutsche Schlagersängerin.

## Werdegang
Diana Sorbello ist das Kind eines italienischen Eisdielenbesitzers. Sie genoss als Kind dreizehn Jahre lang eine Ausbildung in klassischem Ballett und ein Jahr lang in Jazztanz. Von 1998 bis 2003 studierte sie an der Westfälischen Wilhelms-Universität in Münster die Fächer Soziologie, Pädagogik, Zivilrecht und schloss mit dem Magister Artium ab. Das Thema ihrer Magisterarbeit lautete Hauptsache berühmt! Zum Starkult in der Mediengesellschaft – eine kulturkritische Auseinandersetzung.
1996 wurde Sorbello vom Sänger der Gruppe Wind entdeckt. Ihren ersten Plattenvertrag bekam sie 1997 bei Koch International als Diana mit dem Titel Ich will zurück zu dir. 1998 nahm sie am Grand-Prix-Vorentscheid zusammen mit der Gruppe Wind als Diana & Wind teil, was ein einmaliges Projekt blieb. Im Sommer 1998 folgte zwecks Bühnenerfahrung ein dreimonatiger Aufenthalt auf Mallorca. 1999 hatte sie ein Musikprojekt unter dem Namen di-to („Diana und Thomas“). Seit 2001 absolviert sie ca. 30 bis 40 Live-Shows im Jahr im Gala- und Karnevalbereich, jeweils 20- bis 30-minütige Shows mit eigenen und bekannten Schlager-/Stimmungssongs und Pop Klassiker. Im Jahre 2008 coverte sie den Ricchi-e-Poveri-Song Sara perche ti amo und veröffentlichte ihn als Das ist, weil ich Dich liebe (Sara perche ti amo).
Diana Sorbello wurde ab 2010 von dem deutschen Musikproduzenten Hermann Niesig (earnapping Musikproduktion, u. a. Michael Wendler) produziert, der ihr zu einem Plattenvertrag bei EMI verhalf. Ab 2011 wechselte sie zu dem Produzenten Reiner Hömig (u. a. Bläck Fööss) in Köln, wo sie seitdem auch lebt.
2011 produzierte sie das Volksmusik-Trio Heidis Erben.

## Diskografie

### Alben
- Bittersüß (2006)
- Meine Besten (2010, Best of)
- Heartbreak Hotel (2013, Best of und Remixe)
- Dolce Vita – Süßes Leben (2015)
- My Star (2017, Remixe)

### Singles
- Diana & Wind: Laß' die Herzen sich berühr'n (1998)
- Er steht im Tor (2002)
- Spuren im Strand der Ewigkeit (2005)
- Wir schwenken die Fahnen (2006)
- Ich fange nie mehr was an einem Sonntag an (2006)
- Liebe, die nie vergeht (2007)
- Das ist, weil ich dich liebe (Sara perche ti amo) (2008)
- Mamma Maria (2010)
- Ave Maria (2013)
- So verführerisch (2017)
- Das ist, weil ich dich liebe (2018, Remix)

## Model
2002 trat sie in der Bild als Aushängeschild für die Fußball-WM auf und modelte für eine Kampagne für Krüger Cappuccino, ein Werbespot im TV folgte im Winter 2004. 2004 bis 2006 war sie als wöchentliche Kolumnistin für die Sport Bild tätig. 2006 hatte Sorbello ein Fotoshooting für Maxim.

### Design
2006 entwarf sie exklusiv für KiK eine erste eigene „Fußball-Fan-Kollektion“ (u. a. den Fußball-Bikini).